# Regina Strinasacchi
Regina Strinasacchi, per matrimoni Regina Schlick (Ostiglia prop de Màntua, 1764- Dresden, 1839), fou una violinista italiana que en el seu temps assolí celebritat arreu d'Europa, però que avui és coneguda únicament per haver sigut la solista per la que Mozart va compondre la seva sonata per a violí i piano n.º 32, en si bemoll major, KV. 454, denominada por això "sonata Strinasacchi", que fou estrenada en el "Kärntnertortheater" el 29 d'abril de 1784, en presencia de l'emperador.
Va fer els estudis en el Conservatori della Pietà de Venècia, i es va fer aplaudir arreu d'on visità donant concerts. Estava casada amb el violoncel·lista Johann Konrad Schlick (1748-1818).